# Maria Farantouri
Maria Farantouri (Grieks: Μαρία Φαραντούρη) (Athene, 28 november 1947) is een Griekse zangeres die ook buiten haar landsgrenzen grote bekendheid geniet als vertolkster van de muziek van Mikis Theodorakis.
Maria Farantouri werd geboren in een zeer muzikaal gezin. Op 15-jarige leeftijd sloot ze zich aan bij een zangkoor. Daar werd ze ontdekt door Theodorakis. Haar eerste plaat, in 1966, was een uitvoering van Theodorakis' beroemde Mauthausen-cyclus.
In 1976 richtte Maria Farantouri haar eigen gezelschap op. Ze bracht vooral werk van Mikis Theodorakis, Manos Hadjidakis en Eleni Karaïndrou. Van 1989 tot 1993 was ze parlementslid voor de PASOK.
In 1993 begon zij naar eigen zeggen aan een tweede carrière. Zij nam nieuwe cd’s op en maakte concertreizen doorheen Europa, onder meer naar België en Nederland. In haar uitvoeringen bracht zij vaak hulde aan de geëngageerde Spaanse dichter Federico García Lorca.